# Memoria ad libitum
Memoria ad libitum è l'espressione che indica, nella liturgia cattolica, la celebrazione, durante la santa Messa o nella liturgia delle ore, della memoria di un santo secondo la libera valutazione del celebrante il giorno in cui cade la ricorrenza del santo in questione, in contrapposizione a quella "obbligatoria", che ricorre se lo impongono il calendario liturgico o le esigenze del luogo.
Con la memoria ad libitum vengono celebrati per lo più santi che in una particolare località o regioni, hanno un ruolo importante per i fedeli del luogo ed a questi sono ben noti. In taluni casi si tratta di santi la cui esistenza non ha, od ha in scarsa misura, una testimonianza storica precisa, ma il cui culto ha radici profonde e lontane nella popolazione, anche a seguito di tradizioni tramandatae da secoli, anche su base leggendaria. 
La liturgia dei giorni in cui cade una memoria ad libitum si differenzia da quella normale solo in piccoli dettagli. Nei casi più frequenti si tratta di una semplice menzione nelle preghiere della liturgia annuale previste per quel giorno, mentre in alcuni casi sono possibili anche adattamenti relativi nelle letture, nelle preghiere e nelle invocazioni del giorno e nei canti.